# Jonas Gülstorff
Jonas Gülstorff (født 10. januar 1979 i Albertslund) er en dansk forfatter, musiker, skuespiller, samt radio- og tv-vært.
Hans karriere begyndte i starten af 90'erne hvor han som 17-årig blev den yngste vært på TV2's musikprogram Puls, og vandt flere priser for sine alternative interviews i programmet Jonas Barbershop.
Han debuterede som skuespiller i 1991 med filmen Møv & Funder, men fik først sit store folkelige gennembrud i Dennis Jürgensen-filmatiseringen af Kærlighed ved første hik i 1999, og de fire efterfølgende Anja og Viktor-film.
Som musiker har han arbejdet fast sammen med kunstnere som Thomas Buttenschøn, Karl Bille og Szhirley. Han modtog en platin plade for sangen Gammel Kongevej, der også var nomineret til en Danish Music Award for årets hit. Han har udgivet tre plader med sit spoken word ensemble Poeten & Lillebror, der har været opvarmning for Jørgen Leth og spillet flere gange på Roskilde Festival.  Bandets debutalbum Det Bare Ord, er kåret af Euroman som en af de fire bedste lyrik plader om København.
Gülstorff debuterede som forfatter med digtsamlingen Om morgenen undrer det mig at jeg lever (2006) og vandt samme år publikumsprisen ved Poesiens Dag. Siden har han udgivet adskillige digtsamlinger og den første bog om dansk gadekunst, Når Gaden Taler.  Han har også skrevet en novellesamling om danskere i New York, inspireret af sine egne fem år i byen, hvor han blandt andet arbejdede for Det Danske Handelskammer.
Hans mest populære digtsamling Ting jeg skrev mens du var på min telefon, formidler en skræmmende sandhed, som på mange måder er en kommentar til tidens skærmforbrug. Han italesætter vores mentale fravær, som finder sted i et forsøg på at være til stede digitalt.
Den amerikanske rumfartsadministration NASA har desuden sendt et af hans digte med en rumsonde til Mars.
Gülstorff begyndte sin radiokarriere på The Voice og har sidenhen optrådt på flere kommercielle radiostationer, herunder Radio Uptown, Radio 100 og Nova. I 2016 startede han på Danmarks Radios P7MIX.
Radioprogrammet Sangskriver  kørte på DR fra 2017-2024. Konceptet gik ud på, at Jonas sammen med sin gæst havde to timer til at skrive en sang baseret på et emne fra lytterne. Over de 7 år som programmet kørte, blev der skrevet over 300 sange i radioen, med hjælp fra store danske kunstnere som f.eks. Alberte, Mads Langer, Andreas Odbjerg, Tobias Rahim, Drew Sycamore og Aura. Programmet blev i starten af 2018 flyttet til P3, og blev senere til en ren podcast.
Sangskriver vandt en Prix Radio for "Årets Lytterinddragelse"  ogGülstorff en pris som "Årets vært"  I 2017 vandt programmet den internationale Prix Europa, for "Årets Bedste Europæiske Musikprogram".  I 2021 blev Sangskriver nomineret til Prix Europa igen, for hjemme udgaven af programmet, der blev sendt under corona. Gülstorff var også med til at vinde Prix Europa i 2018 for sit bidrag til P1 programmet Sangenes Blå Bog , hvor i han skrev nummeret Måske sammen med Katinka Bjerregaard.

## Diskografi
- Johan Kolstrup - Yoko (2023)
- Johan Kolstrup - Lige Nu (2023)
- Frandsen - Gentleman (2023)
- Karl Bille - Min egen (2021)
- Christiania - Universal Love (2020)
- Glaceo - Ain’t Gonna Happen (2020)
- Natasha Imani - Softcore (2019)
- Mellemspil (2019)
- Katinka - Måske (2018)
- Alex Vargas - Slowly (2018)
- Karl Bille - Faret Vild (2016)
- Szhirley - Timeglas (2016)
- GenSkær - Dit Hjerte (2015)
- Poeten & Lillebror - Det Sidste Ord (2010)
- Saseline - Restart (2010)
- Andy Benz - Flowing In Circles (2009)
- Karl Bille - Love and Eviction (2009)
- Clark Bent - Højspændingsmanden (2008)
- Szhirley - Hjerter Dame (2008)
- Professerne - Amatør (2008)
- Rasmus Nøhr - I Stedet For En Tatovering (2008)
- Poeten & Lillebror - Drukner I Ord (2007)
- Karl Bille - Ungkarlens Klagesange (2006)
- Rasmus Nøhr - Lykkelig Smutning (2006)
- Poeten & Lillebror - Det Bare Ord (2005)
- Deew - Name in the Mirror (2003)
- Sylvester Larsen - Mandagsramasjang (2002)

## Filmografi
- A Beautiful Life (2023)
- Anja og Viktor - I medgang og modgang (2008)
- Anja og Viktor - Brændende Kærlighed (2007)
- Anja efter Viktor (2003)
- Anja og Viktor (2001)
- Kærlighed ved første hik (1999)
- Møv og Funder (1991)

## Radio
- P3
- P7 MIX
- Nova FM
- Radio 100 FM
- Radio Uptown
- The Voice

## Tv
- 1997 Puls på TV 2 Jonas Barbershop
- 1994 SMASK på DK4

## Privat
Blev gift med journalist og debattør Katrine Blauenfeldt i 2022 i Las Vegas 